# Løvefod
Løvefod (Alchemilla) er en planteslægt af stauder med forveddet jordstængel. Rosetbladene er store og nyreformede til helt runde med grove lapper eller fingre. De grøngule blomster sidder i kvaste på særlige skud. Slægten er meget stor med mange, apomiktiske arter. Her nævnes kun dem, der ses jævnligt i Danmark.
| Arter |

- Almindelig løvefod (Alchemilla vulgaris)
- Bjergløvefod (Alchemilla alpina)
- Færøsk løvefod (Alchemilla faeroensis)
- Gulgrøn løvefod (Alchemilla xanthochlora)
- Kaukasisk løvefod (Alchemilla erythropoda)
- Lodden løvefod (Alchemilla mollis) – muligvis identisk med Almindelig Løvefod
- Kilde-Løvefod (Alchemilla glomerulans)